# Metasphenisca nigricans
Metasphenisca nigricans är en tvåvingeart som först beskrevs av Christian Rudolph Wilhelm Wiedemann 1830.  Metasphenisca nigricans ingår i släktet Metasphenisca och familjen borrflugor. Inga underarter finns listade i Catalogue of Life.